# Заволжский моторный завод
Заволжский моторный завод (ЗМЗ) — российский завод по производству автомобильных бензиновых и дизельных двигателей в городе Заволжье Нижегородской области.

## История
В марте 1956 года, согласно постановлению Совета министров СССР, в посёлке Заволжье Горьковской области, началось строительство завода по производству запчастей и алюминиевого литья для автозавода ГАЗ. 17 апреля 1958 года вышло другое постановление СМ СССР о перепрофилировании завода в моторный, на котором должны были выпускать автомобильные моторы для Горьковского и ряда других автозаводов. Для этого с ГАЗа, на ставший уже теперь Заволжский моторный завод (ЗМЗ), была передана документация на производство ряда двигателей.
4 ноября 1959 года был выпущен первый двигатель ЗМЗ-21А для легкового автомобиля ГАЗ-21 «Волга», производство этого двигателя продолжалось вплоть до 1976 года. В 1960 году для создания новых двигателей был создан отдел главного конструктора (ОГК). С начала 1960-х годов началось производство двигателей для Горьковского, Ереванского и Ульяновского автозаводов, а также Павловского, Курганского и Рижского автобусных заводов. Кроме того, началось производство двигателей ЗМЗ-53 и его модификации ЗМЗ-66 для грузовых автомобилей ГАЗ-53А и ГАЗ-66. В середине 1960-х началось создание нового легкового двигателя ЗМЗ-24, для ГАЗ-24 «Волга». Уже в декабре 1968 года завод рапортовал о 4-цилиндровом 1 000 000-м выпущенном двигателе марки ЗМЗ, а в 1975-м 1 000 000-м 8-цилиндровом. Также в 1969 году завод передал техническую документацию двигателей для Ульяновского автозавода (УАЗ), Ульяновскому моторному заводу.
В 1980-е годы на заводе был создан новый 4-цилиндровый двигатель ЗМЗ-406, на основе этого двигателя был создан целый модельный ряд для автомобилей ГАЗ и УАЗ. Также в 1990-х годах были освоены двигатели для автомобилей «ГАЗель», УАЗ-3160 и ряда других.
В ноябре 2005 года впервые запущен в производство дизельный двигатель ЗМЗ-5143.
17 апреля 2018 года — 60 лет со дня образования Заволжского моторного завода, за 60 лет выпущено около 14,8 млн двигателей.
В конце 2021 года, после почти 60-летнего производства, были сняты с производства двигатели V8 семейства ЗМЗ-53. Также в 2021 году появилась информация о возможном закрытии предприятия.
18 января 2023 года производство двигателей ЗМЗ V8 (ЗМЗ-523 и ЗМЗ-524) было возобновлено.
В январе 2025 на заводе запустили цех по производству автобагги на основе шасси Mitsubishi Pajero для нужд армии.

## Деятельность
28 апреля 2004 года со сборочного конвейера ЗМЗ сошел 13-миллионный двигатель, им стал ЗМЗ-40522.
В 2007 году завод произвёл 251 741 двигатель, которые были проданы Горьковскому автомобильному, Ульяновскому автомобильному и Павловскому автобусному заводам.
С января 2008 года завод приступил к промышленному выпуску двигателей стандарта «Евро-3».
В 2011 году собраны первые 4-цилиндровые бензиновые и дизельные двигатели, отвечающие требованиям экологического стандарта «Евро-4».
С середины 2010-х завод производит некоторые компоненты для Ford.
Заказ на 2020 год на 409-й двигатель (единственная продукция ЗМЗ на текущий момент) — примерно 34 тыс. единиц.
По итогам первого полугодия 2021 года чистая прибыль ПАО «Заволжский моторный завод» составила 97,6 млн рублей.

## Выпускаемые двигатели
- ЗМЗ-409051.10, 409052.10 (газ-бензин) — УАЗ Карго, УАЗ Профи
- ЗМЗ-40906.10 — УАЗ Патриот
- ЗМЗ-40905.10 — УАЗ Хантер
- ЗМЗ-409.10 (Евро-0) — УАЗ
- ЗМЗ-40911.10 — «буханка»
- ЗМЗ-409061.10 — BAW-RUS
- ЗМЗ-51432.10 (дизель), ЗМЗ-5143.10 (турбодизель) — УАЗ
- ЗМЗ-52342.10, ЗМЗ-5245.10 (инжекторный V8, газ-бензин) — ПАЗ-3205
- ЗМЗ-5231.10, ЗМЗ-5233.10 — ГАЗ-3308
- ЗМЗ-40522.10 (Евро-2), ЗМЗ-40524.10 (Евро-3) — Газель
- ЗМЗ-40525.10 (Евро-3) — ГАЗ-31105
- ЗМЗ-4062.10 — Волга
- ЗМЗ-4063.10 (Евро-0) — Газель
- ZMZ Pro (вариация ЗМЗ-409)

## Опытные разработки
- ЗМЗ-4064.10 — модификация 406 семейства с турбокомпрессором «Гаррет-ТВ 25» для установки на «Волгу». Выпускался в единичных экземплярах по спецзаказам[9].
- ЗМЗ-4054.10 — модификация с турбонаддувом для внедорожников УАЗ. Развивал мощность 195 л. с. Соответствовал нормам Евро-2. В серию не пошёл[9][10].
- ЗМЗ-301.10 — проект 6-цилиндрового V-образного бензинового двигателя на базе модели 406, унифицированного с ней на 36 %. Соответствовал нормам Евро 3. Выпуск не налажен.[источник не указан 1253 дня]